# Naturschutzgebiet Garstadter Holz
Das Naturschutzgebiet Garstadter Holz ist ein Naturschutzgebiet in der Gemarkung von Garstadt im Landkreis Schweinfurt. Es grenzt direkt an die Naturschutzgebiete Vogelschutzgebiet Garstadt und Erweiterung des Vogelschutzgebietes Garstadt und wird auf den anderen Seiten durch den Main und das Gelände des Kernkraftwerks Grafenrheinfeld begrenzt.

## Geschichte
Das Schutzgebiet wurde 1982 unter Schutz gestellt und besteht im Wesentlichen aus Hartholz-Auwäldern zwischen dem Main und den Garstadter Seen, einem ausgedehnten ehemaligen Kiesabbau mit sechs größeren und einer Reihe von kleineren Weihern, die größtenteils ebenfalls als Naturschutzgebiete ausgewiesen sind.

### Flora und Fauna
Im Hartholz-Auwald des Schutzgebietes leben unter anderem verschiedene Spechtarten und der Halsbandschnäpper.
Das Schutzgebiet ist ein wichtiges Reservoir für die durch Bastardisierung bedrohte heimische europäische Schwarz-Pappel. Nachdem zunächst die beiden einzigen bekannten Pappeln in der Nähe mit Hilfe einer Genanalyse als europäische Schwarz-Pappeln bestätigt wurden, wurden Anfang 2016 an vier Standorten im Garstadter Holz je 45 Schwarz-Pappeln neu gepflanzt.